# 馬來西亞華人喪禮
馬來西亞華人喪禮（俗稱「白事」）是華人傳統文化的四大家禮，特徵在於「重孝道、明宗法、顯等級、隆喪厚葬」，它現在結合了儒家、道教、佛教、民間信仰、擇日占星和風水地理的文化色彩，也因不同的宗教、籍貫和地區，衍生出不同的習俗與禁忌。

## 馬來西亞華人的背景
馬來西亞華人（包括馬來亞華人、沙巴華人和砂拉越華人）是馬來西亞的第二大民族，根據2016年的估計約有7,417,800人口，占總人口的23.4%，主要分佈在馬來亞半島西海岸的雪隆、檳城、霹靂、森美蘭、馬六甲和柔佛，以及東馬沙巴和砂拉越的主要城市。
馬來西亞華人的祖先於明清至民國時期來自中國東南沿海地區，也就是現在的福建、廣東、廣西和海南等省份，主要的方言語群有閩潮語系、粵語系、客語系幾大類，包括福建、客家、廣府、潮州、福州、海南、廣西、興化、福清等方言語群；此外，也有少數來自長江下遊一帶的浙江、江蘇和上海持吳語方言的三江人，以及來自華北持官話的方言語群；另外，馬來西亞華人還包括回族、峇峇娘惹、福建暹（Hokkien-Siam）、華嘉族（Sino-Native）等群體。
馬來西亞華人的傳統信仰融合儒、釋、道和民間宗教的特色，一般多數人雖未曾皈依三寶，卻仍會自稱信仰佛教或道教（粵俗偏佛、閩俗偏道），但通常偏向於民間信仰，信仰帶有明顯的功利目的，對三教的學說、經典和教義也甚少瞭解。少數有確實信仰者的主要宗教信仰包括漢傳佛教、道教（含道派和法派教門）、基督教和天主教，其他則有伊斯蘭教、興都教、德教、真空教、藏傳佛教、南傳佛教、天道、一貫道、創價學會、真佛宗和無宗教。

## 殯葬禮俗
馬來西亞華人的殯葬禮俗可以分為「卒」、「殮」、「殯」、「葬」和「祭」五個階段， 每個階段比起過往都已經相對簡化，一般人往往是跟隨殯葬業者的指導來進行，一些習慣及禁忌只有老一輩的長者有所瞭解，卻又抱著「但知不可，未能知其不可之意」的心態，充滿了忌諱和迷信色彩。
人們在日常中往往會用到的「禮俗」一詞，實際上要分成「禮」和「俗」來講，兩者之間相互影響，關係密切，卻又有所區別。「禮」是古時統治階層所制定的儀節，用來維護社稷的倫理秩序，並對違反禮制做出處罰，上行下效，做為對民間的生活規範；「俗」是民間百姓的生活智慧，約定俗成，成為一種區域性的風俗。「禮」可下行民間，「俗」可上升爲禮，兩者各行其是，同時並存，統稱為「禮俗」。
禮制的演變由《周禮》、《儀禮》、《禮記》、《開元禮》、《政和禮》、《開寶禮》、《書儀》、《家禮》、《會典》、《明集禮》、《大清通禮》、《家禮大成》至《民國通禮》，歷朝歷代均有所變易；民間習俗則來自於民間的鬼神信仰、自然信仰或祖靈信仰，以及百姓對禮制的認知差異，加上缺乏文字記載，在各社會階層中口耳相傳，形成「百里不同風，千里不同俗」的社會現象。
城鄉差距（或世代差距）在喪禮的表現，在於城市人較注重服務品質、鄉下人較注重法事規格和祭品多寡、年老人較注重排場、年輕人較注重便利性、大家族較注重人際關係、政商界較注重人脈拓展、也有的人會注重風水、恪守古禮和禁忌，諸如此類；要求面面俱足的結果，將直接反映在喪禮的整體消費。

## 治喪流程
如下所示，一般由初終、入殮至舉殯為止的治喪流程：
- 初終：當親友過世時，家屬開始聯絡殯葬業者、領屍、辦理死亡證、安排治喪地點和協調治喪事宜；如有必要的話，則成立治喪委員會。
- 入殮：由殯葬業者協助死者洗身、穿衣、化妝和安置在棺木內謂「小殮」，擇時放入隨葬品、封釘和蓋棺謂「大殮」，家屬要決定是否進行防腐或冰存。
- 示喪：在喪宅門外吊燈籠、為鄰人門口掛紅和發訃聞通知親友，馬來西亞華人有「報紅不報白」的風氣，所以一般是在報章上刊登啓事。[8]
- 停靈：由初終至舉殯為止，棺柩一般停放3－5天（或者更短、或者更長），年幼、未婚和不滿60歲的獨身者，可能只會停靈1天。[9][10][11] 停靈期間由家眷負責捧飯、守靈和燒腳尾錢。
- 作功德：延聘僧道開設壇場，做功德法事。
- 燒靈屋：家屬焚化衣箱、紙錢、靈車、靈屋、傭人、電器等紙紮品，供死者在另一個世界享用。
- 奠禮：奠禮也稱為「告別式」，是舉殯前公開讓親友、同事和社團代表祭奠的場合，俗稱為「致祭」（白話：tì-tsè）。
- 舉殯：移送靈柩前往埋葬地或火化場。

西式喪禮的流程略有不同，停靈期間的法事改成追思、禱告和唱聖歌的儀式；從殮房直接出殯的案件，則省略停靈期間的過程。

## 喪葬場所
馬來西亞的殯葬政策是以有神論為基礎，將死亡視為是宗教事務，處理喪事的場所被定義為宗教領域，由民間團體自行管理。 華人的治喪場所通常會選擇在自宅搭棚、停放在會館或宗教場所附屬的殯儀館，或者是在商業經營的殯儀館內辦理，但在少部份地區有公共殯儀館的設施。
地方政府規劃出合適的地點為火葬場，核發許可證給該處的經營者，但不提供也不參與基礎的建設，純粹是負責審批的角色，只有少數的地方政府有公營的火葬場設施。
同樣的，地方政府也規劃出合適的地點為墓地，墓地設施包括有宗族墓園、華人義山、宗教墓園及商業墓園；骨灰安置場所主要有寺院、宮廟、社團附設的納骨堂，以及商業經營的靈骨塔。

## 宗教禮儀
華人傳統喪禮一般會延聘熟悉有關方言和鄉俗的僧尼道士，前來為死者招魂、超度和做法事。周代《禮記》等文獻記載古人對於魂魄歸處的認知與理解，塑造了中華文化對於鬼神生死的傳統觀念。喪禮在周代禮制中屬於「凶禮」，《周禮·春官·大宗伯》曰：「以凶禮哀邦國之憂，以喪禮哀死亡」，凶禮傳遞「以禮相待、 克己復禮、禮尚往來」的態度，建立人與自然、人與社會、人與鬼神之間的相處模式，具有哀悼憂患、弔唁災難的社會作用。 禮制中所載的踊、朝夕哭、反哭、虞祭、卒哭、小祥、大祥、禫祭等各種禮制，最主要作用是為了維持宗法統治和社會倫理秩序。
中國道教創立於東漢末年，佛教在魏晉時期大舉興盛，此時六朝處於一個戰亂不已的時代，為死者設壇作齋、超度亡魂正切合了社會的需求；佛教的「拜懺」最先起源於南北朝時期，同時期的道教受到影響，也開始有「水火炼度」的觀念，結合了儒家的祖先祭祀以後，超度法事於唐宋時期逐漸在民間廣為流傳，元明清時期到達一個高度的階段，成為中華喪禮的一個重要部份。
主持法事的人員稱為師父、司公、尼姑、齋姑、師兄或師姐，法事科儀包括請神、告祖、引魂、沐浴、安靈、水懺、藥懺、解結、頒赦、還庫、過王、過橋、打城、破獄、牽𰹬等，一般上是會根據死者的性別、年齡、身份、死因、目的等狀況來安排法事的規格。
佛化喪禮根據漢傳、南傳和藏傳佛教而有不同的科儀，法事包括助念、誦經、禮佛、持咒、拜懺、施食、煙供、迴向、放生、放水燈等，佛教徒相信為死者修福布施、供養三寶，乃至等施一切眾生，可以將功德迴向給死者，幫助死者早日超生，脫離苦海。
伊斯蘭教是馬來西亞的國教，信奉伊斯蘭教的信徒稱為「穆斯林」，根據國家政策和伊斯蘭教的教義，華裔穆斯林的遺體必須由教友來處理，非穆斯林無法干預；假設非穆斯林家庭中有成員皈依伊斯蘭教的話，管理穆斯林事務的宗教局將支配死者的喪葬流程，喪禮過程由宗教司來主持。 另一方面，只要穆斯林本身不違背宗教的教義，當局不干涉穆斯林參加非穆斯林喪禮的權利。
基督宗教（包括新教和天主教）的喪禮由牧師或神父來主持，引導教友進行追思、祈禱、禮拜、彌撒和唱聖詩，藉由信仰的力量撫慰在世的人，也祝福死者獲得永生的救贖。
創價學會的喪禮由學會內的資深老師主持，引導學會友唱題迴向給已故的親友，場面趨向於簡潔、隆重和莊嚴。
一貫道的喪禮由道場的點傳師或資深壇主主持，引導道親獻供、誦經、證道和唱追思歌，力求喪禮場面圓滿肅穆，從而宣揚道場的寶貴與殊勝。

## 葬——歸宿
死者最後的歸宿須要考慮到死者的意願、文化背景和宗教信仰，同時家屬也要考量自身的經濟能力，通常是以土葬和火葬最為流行，差價主要是取決於墓園、墓穴或納骨塔的地理位置、經營方式、建築結構、保安系統、設施維護、材料設計和服務品質。
- 土葬：土葬迎合華人傳統「入土為安」的觀念，人死後埋入土中的礦穴為「墓」，墓上筑起的土堆為「墳」，並稱為「墳墓」。死者埋葬後數日，子孫親自到來巡視，稱為「巡墳」或「拜三朝」；爾後墳上豎立墓碑，子孫再擇日前來祭拜（一般與百日同做），稱為「完墳」、「謝土」或「旺山」，如此才告圓滿。土葬由擇地、開礦、進礦、閉礦、勘輿、完墳均要投入較多的人力、物力和時間，自然價格高昂，如今多為老一輩長者的選擇。
- 拾骨葬：拾骨葬是在死者埋入土中若干年以後，取出遺骨放入金塔，再重新埋葬的一種葬法，俗稱「拾金」。
- 火葬：火葬比起土葬來得經濟和便利，較大的開銷是來自塔位的價格，塔位的類型有地下墓穴、納骨塔（堂）、納骨廊道或納骨牆；死者的骨殖被撿進骨灰甕以後，由家屬安奉到選好的位置，稱為「進塔」。
- 自然葬：自然葬是對樹葬、花葬和海葬等環保葬法的統稱，是源自先進國家的喪葬觀念，馬來西亞華人的喪葬觀念較爲傳統保守，且馬來西亞未有迫切需要推行自然葬法，所以會選擇自然葬法的均屬於少數和單獨的個案。[20]
- 生命寶石（英语：Memorial diamond）：罕見而且價格昂貴，目前罕有業者代理。[21]

## 圖片

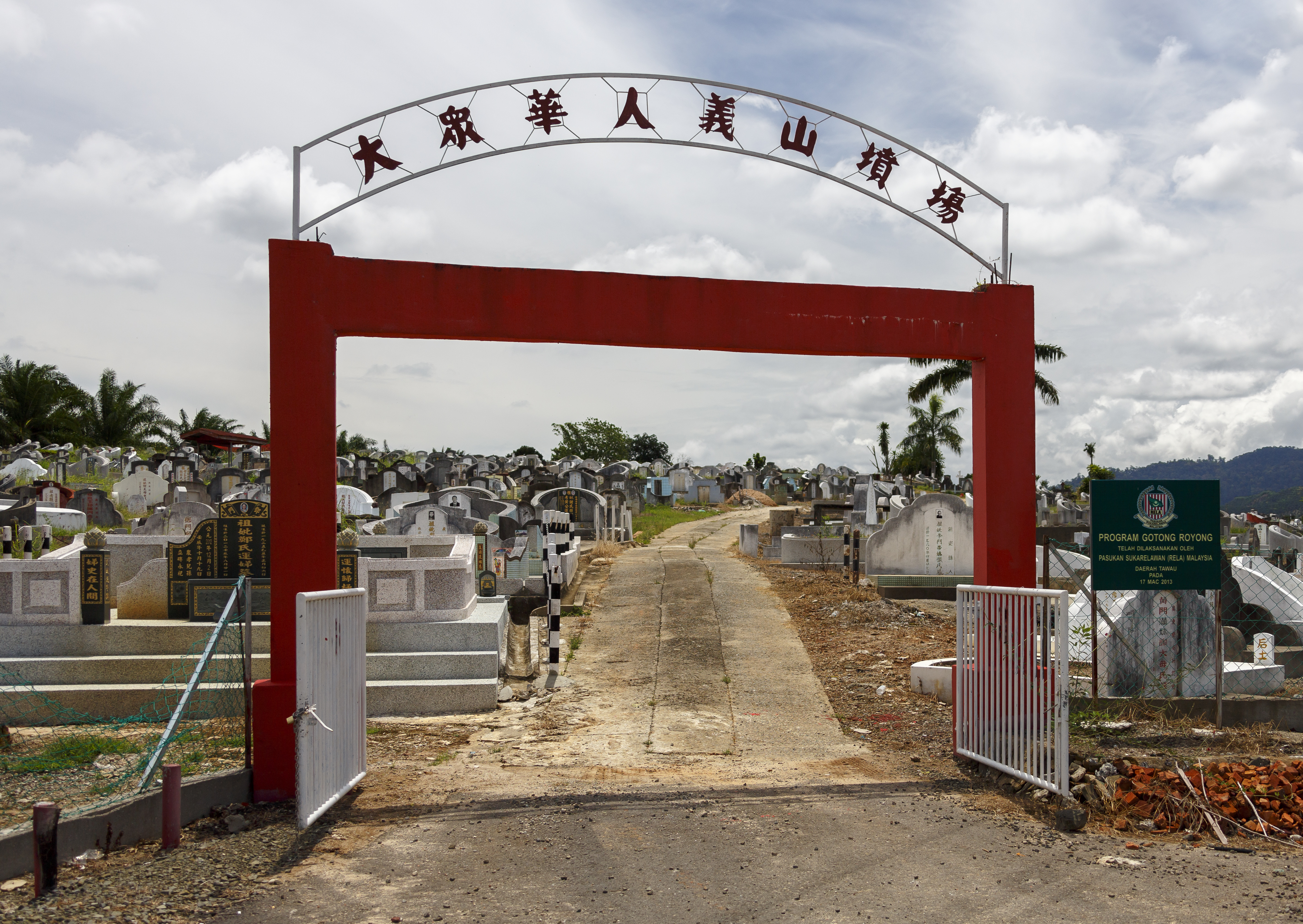
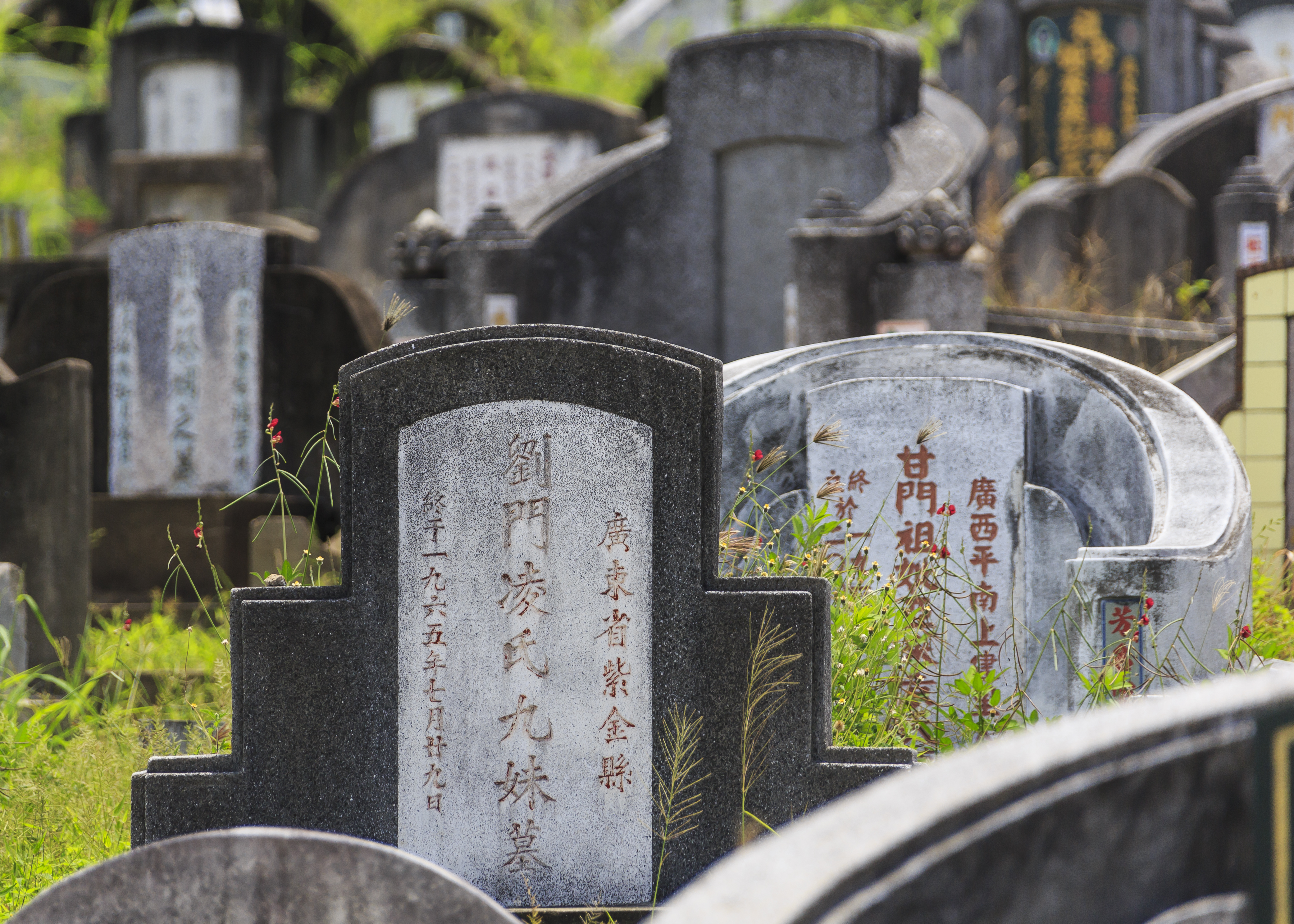
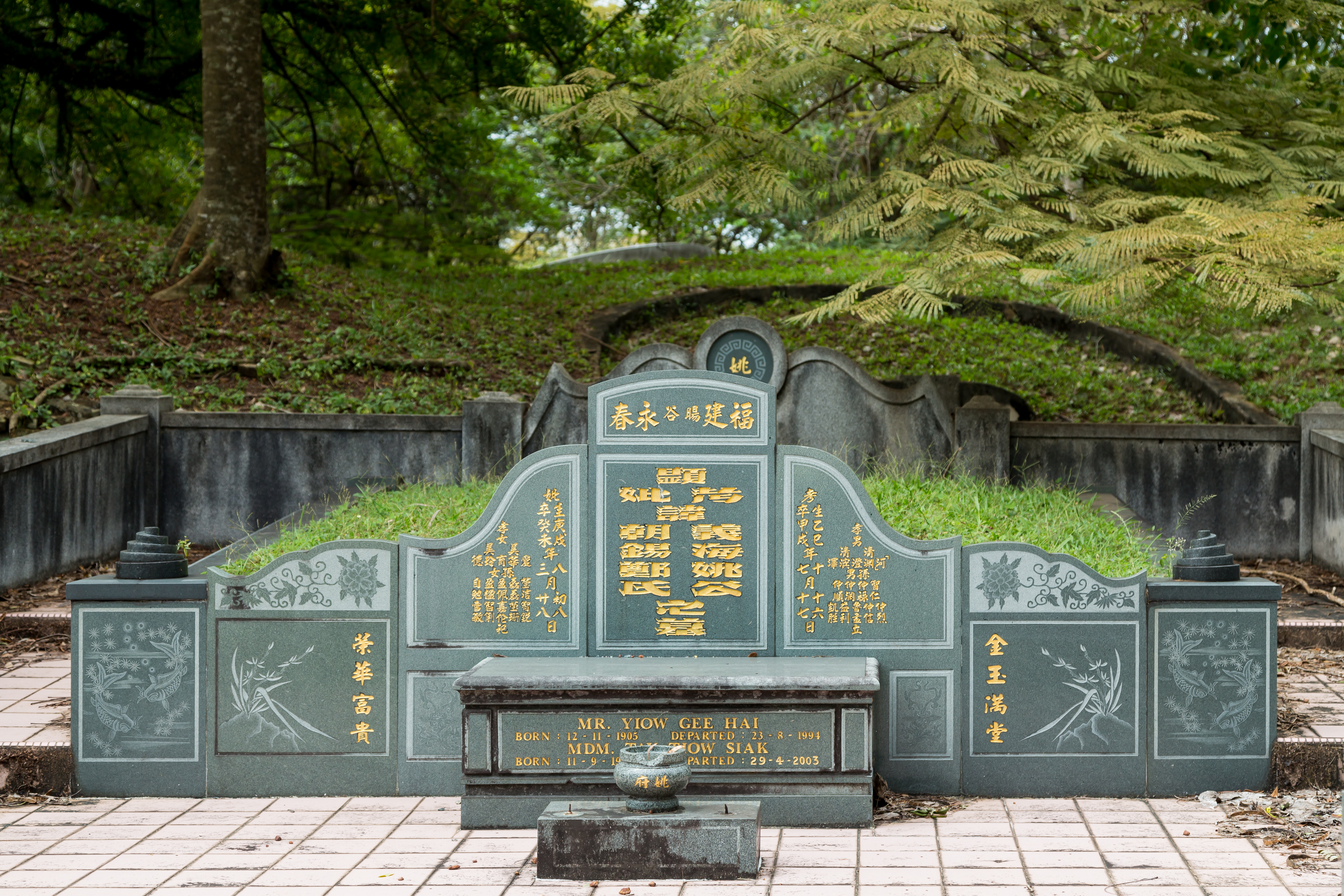
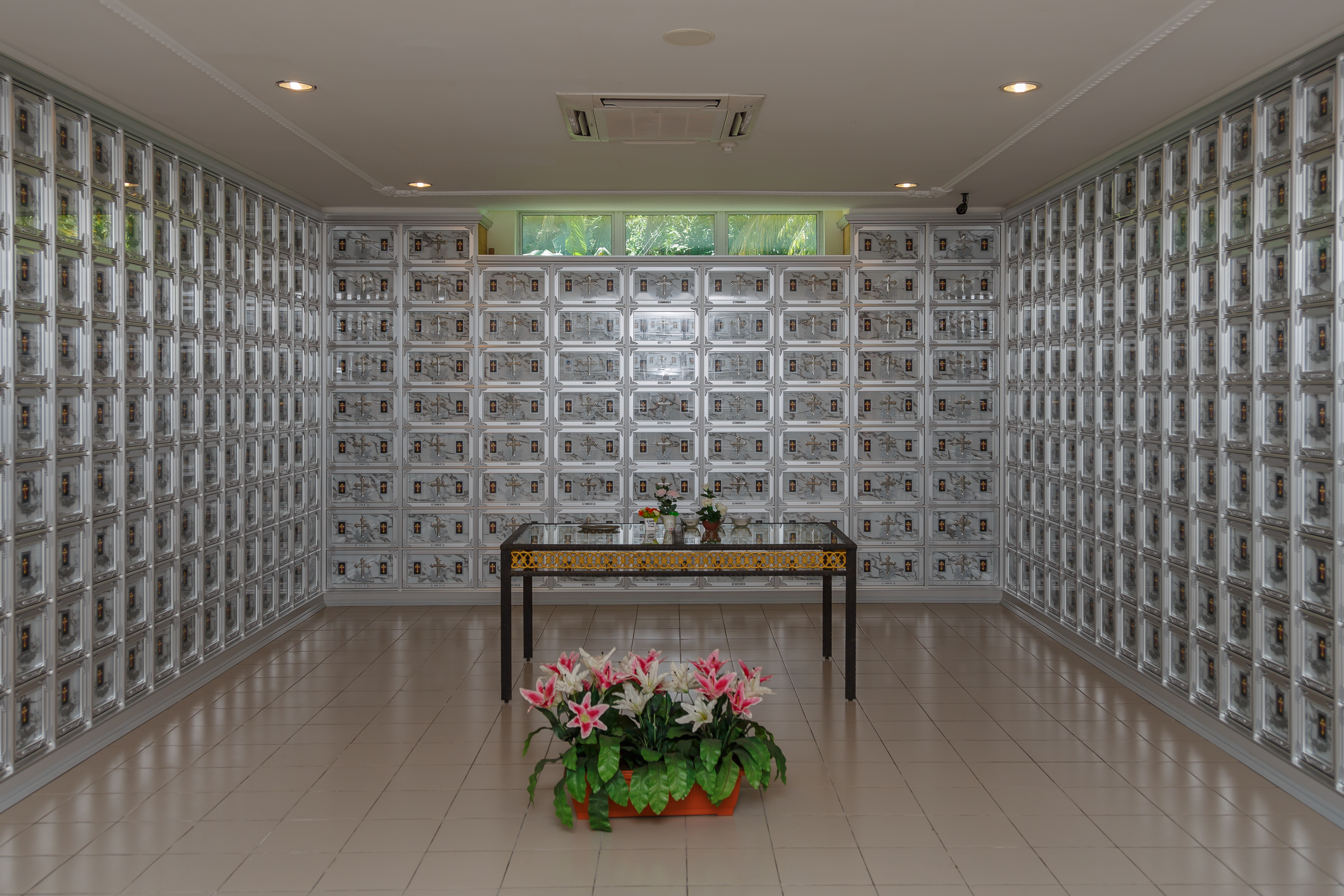
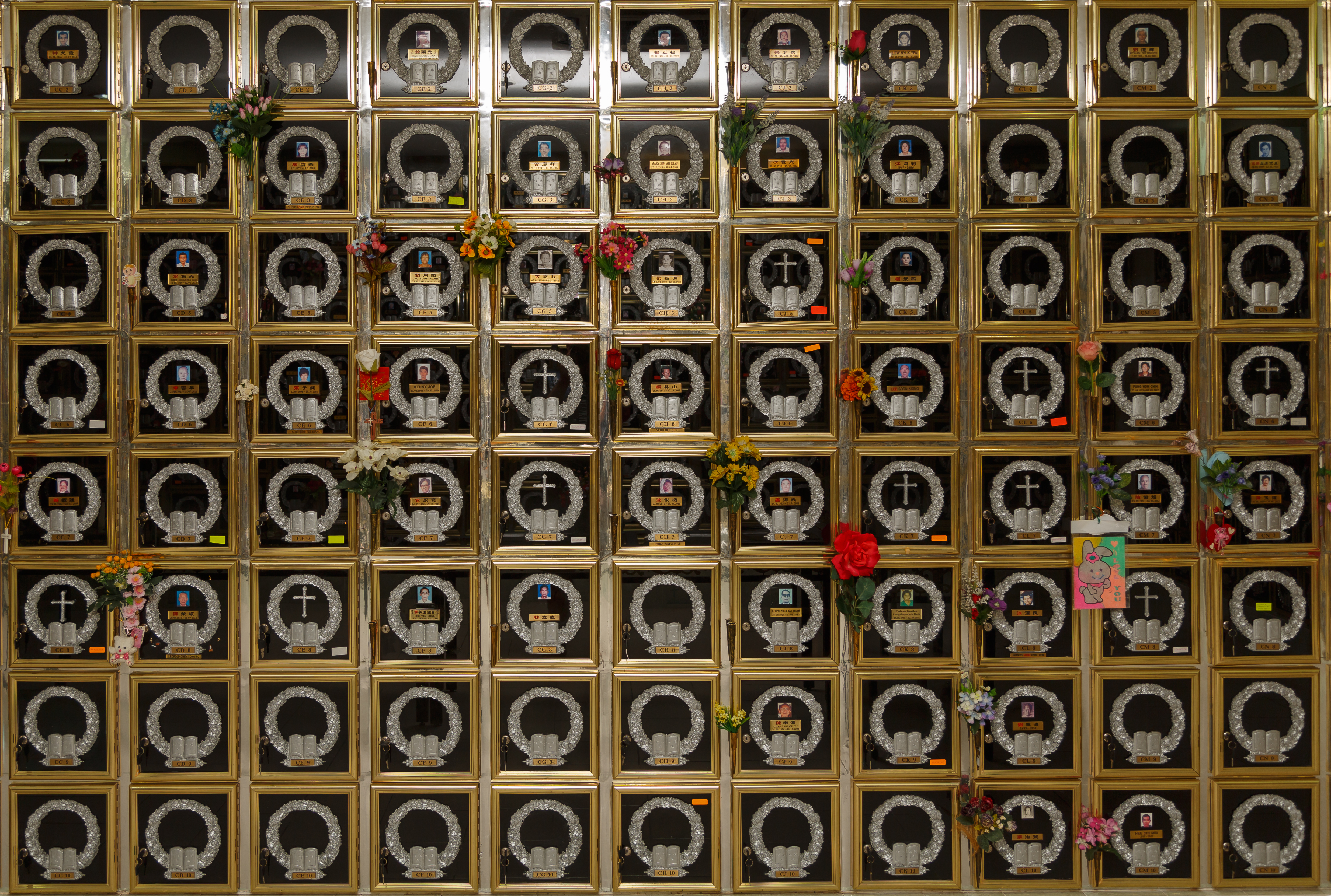

## 祭——祭祀
死者下葬以後的祭祀活動，包括：
- 返主、安靈：死者下葬以後，由家眷捧神主回家中安奉在廳堂，俗稱「安神主」。
- 做七：死者死後每隔七天舉行一次祭禮，直到七七四十九天為止；現代社會無法按時做七，也有縮短的作法，稱為「切七」。
- 百日：死者死後百日舉行的祭禮。
- 對年：死者死後一年舉行的祭禮。
- 除靈：滿七、百日或對年時，撤除供奉神主的靈桌，一般與「合爐」同做。
- 合爐：喪期屆滿以後，擇日將亡魂請入家中的祖先牌位，並將死者的神主焚化。
- 三年：死者死後再一年舉行的祭禮。
- 祭祖：死者新喪未滿一年，過節時須要提前一天祭拜新亡魂，節日當天則如往常祭拜祖先，傳統祭祖的節日有除夕、春節、清明節、端午節、盂蘭節、中秋節、重陽節、冬至等節日。

## 不同宗教對死亡的稱謂
不同宗教對死亡的稱謂，如下：
- 儒家：逝世、夭折、死亡、薨、崩、壽終、千古、仙逝、靈右
- 道教：屍解、羽化登仙、魂歸九泉、駕返瑤池、駕鶴歸西
- 佛教：涅槃、圓寂、往生、坐化、入定
- 伊斯蘭教：歸真
- 基督宗教：蒙主寵召、魂歸天國、安息主懷
- 一貫道：歸空

## 其他細節
其他的喪葬細節，具體如下：
- 棺柩：馬來西亞華人選用的棺木有中、西兩種款式，胭脂木梅花棺是傳統的中式棺木，以整棵完好的樹桐製成，重量可達數百公斤，製作耗時，價格昂貴，只適用於土葬，多為享高壽者才會使用；西式棺木有土葬棺和火葬棺兩種，土葬棺以胭脂木、帝王木（英语：Agathis borneensis）、正艾木（英语：Neobalanocarpus）和柚紅木等木材製成，火葬棺則以硬紙板和中密度纖維板製成，這兩種棺木可以透過有機玻璃瞻仰死者的遺容，所以在市面上較多人使用；[7] 近年，亦有業者引入蜂巢板（英语：Honeycomb structure）製作的環保棺木。[22] 由殮房直接出殯火化的案件，則一般選用簡便的火化棺。

- 骨灰甕：骨灰甕的材質可以分為陶瓷、大理石、花崗石、玉石、琉璃、水晶、木材、人造石、合金等種類，馬來西亞華人比較普遍接受花崗石、玉石和琉璃材質的骨灰甕。[23]

- 壽衣：死者穿戴的壽衣有中、西兩種款式，中式男裝是長袍馬褂、中式女裝是鳳仙裝；西式男裝是西裝、西式女裝是洋裝。中式男裝壽衣要雙數，有六、八或十二件，中式女裝要單數，有七、十一或十三件；有些地方有未滿上壽（60歲）不穿壽衣，只穿戴平常衣物的習俗。

- 孝服：孝服在禮制中稱為「喪服」，古代中國社會以父系為宗，遵古禮本宗九族皆要「變服」，從禮制而服曰「正服」、因特殊理由降級而服曰「降服」、因道義原則而服曰「義服」、因特殊理由升級而服曰「加服」；此後，隨著喪期遞減而變換喪服的等級，直到「除服」。如今的喪服只有分辨親屬關係的功能，一般只有直系卑親須要「帶孝」，故名為「孝服」；旁系卑親不太要求帶孝，兄弟姐妹、叔嫂舅姨和夫妻之間亦有「同輩無孝」的觀念，女婿同樣是「有服無孝」。

- 孝誌：帶孝才是從喪服禮制中演變而來的制度，具體是表現於「孝誌」。孝誌是孝服的具體而微，有環形、長方形、正方形、蝶形、扇形、絲帶等形狀，別在手臂上以示居喪。「居喪」的目的是要時刻提醒帶孝之人，言行舉止應當以盡哀、盡孝為先，切勿逾矩；同時也告知他人，居喪者正行舉哀之事，如有唐突或怠慢之處，請勿見怪。孝服、孝誌的樣式（和顏色）因不同地方和籍貫而有差異，全馬各地皆有不同，形式不一而足。

實務操作上，家屬在親人過世後即刻換上孝服為「常服」，如有需要外出時則換上素色衣服；舉行過「請靈儀式」（告靈、告祖、告天地）以後，凡有法事和祭拜場合均佩帶上孝誌為「祭服」，直到死者下葬後才換回普通的衣服；其他親友依個人意願與否，於當天戴上孝服和孝誌。家屬在居喪期間都要佩戴孝誌，由於農業社會轉變成工商社會的緣故，日常穿戴孝誌往往會造成許多誤解和不便，所以多將孝誌寄放在靈堂，稱為「寄孝」；直到喪期結束，才將孝誌隨之火化。
- 賻贈、答禮：在喪禮中致贈死者家屬以現金財物，稱為「賻儀」；此外，也有致贈以花圈、花籃、果籃、輓額、輓幅、輓幛、輓聯、衣被、唁文、車輛、香茶酒食、金銀紙等物品，統稱為「贈儀」；死者家屬則回贈以毛巾、糖果、飲食、紅線或利是，以表達感謝和維繫人際關係之意。

- 擇吉：篤信風水術數的人在進行喪葬事項時，均要請專家擇日課表；擇地則是選擇埋葬的吉地、方位和坐向。

- 顏色：傳統喪禮以白色和深藍色為主色調，尤其白色素服是主喪者的顏色，佛化喪禮偏好於黃色，辦理喜喪則不禁紅色；西化喪禮偏好白色和黑色，白色象徵天國的純潔，黑色則表示對死者的尊重。

- 殯葬文書：殯葬實用文書包括神主、魂幡、銘旌、燈號、訃告、謝啓、祭文、弔文、唁電（英语：Condolences）、悼詞、輓額、輓聯、碑文、銘文和墓誌。

- 閏月：世俗有謂「對年對日作，死人無閏月」，死者對年祭日如遇有閏月，馬來西亞華人的習俗通常並不是提前一個月做祭（以12個月為準），而是不計閏月，均做正日（以13個月為準）。[24]

按照舊時的民間習俗，「閏」有添加吉祥的涵義，所以逢遇閏月的年份，家中有上壽的老人可以為自己訂製棺木，放置在家中廂房或草棚，有升官發財之意，俗稱「喜棺」。女兒可以為家中老者添加壽衣，或者由媳婦代之，有健康添壽之意。

## 禁忌
俗語有謂「各處鄉村各處例」，其實在不同的地方和籍貫皆有不同民情、風俗和禁忌，它是為了避免產生誤會、不合乎禮（理）、違反法制或帶來危險（得到某種教訓）的事情。馬來西亞華人喪禮較常有的喪葬禁忌，一般有：
1. 家屬在服喪期間，恪遵不進出廟宇、不拜訪親友、不嬉戲娛樂、不參加婚喪喜慶活動、不剃鬚理髮、不化妝打扮、不穿戴飾品、不打掃、不圍桌吃飯（有團圓熱鬧之意）的禁忌，目的是要將社交娛樂減少到最低程度，以行為來表示失去親人的哀慟之情；演變至今，被認為是喪親家屬的身上不乾淨，會把不好的楣運帶給別人。
2. 未婚而身死者、年輕而身死者、父母翁姑健在而身死者，喪禮規格不可逾越身份。
3. 死在外頭的人不可進家門，從古時防疫的角度來說，是避免客死異鄉的人將瘟疫帶回家鄉傳播開來。
4. 出席喪禮時，不可亂指別人辦理喪事的地方、不可指點死者的遺照、不可議論是非、不可濃妝豔抹、不可亂開玩笑、不可隨意拍手，這些都是對死者的不敬。
5. 新娘、孕婦和稚童可以選擇不參加送終，避免勞累和造成情緒的強烈波動，對自身和胎兒的健康造成不良影響。
6. 夫妻不相送、長輩亦不送晚輩，欲送行者必須先行離開喪禮會場。
7. 平時不可和老人家討論死亡、不可經過辦理喪事的地方、不可提及和「4」有關的事物，避免招致死亡。
8. 剛剛辦完紅、白事，一定期限內不參加婚喪喜慶活動。（紅白相沖、紅紅相沖、白白相沖）

## 殯葬服務產業
馬來西亞過去的華人葬禮是由同村分工合作完成，隨著時代和社會的變遷，現在則多是由壽板店轉型而來的殯葬業者，包辦殯葬服務（接體、洗身、入殮、化妝和下葬等）、禮儀服務（司儀、襄儀、引導和接待等）、靈車司機和業務代理等「一條龍」服務， 一些從業人員可能會同時跨越多個不同的身份。傳統上的稱謂包括：
- 主家：傳統上是由逝者的長子擔任「喪主」（主人）、亡者妻或長子婦擔任「主婦」。
- 代理：喪家與殯葬業者、墓園之間的中介人，可以代為安排及尋找喪家所需要的服務，但本身未必提供服務。
- 棺材佬：過去是指壽板店的經營者，現在則是指傳統的殯葬業者。他需要瞭解喪禮的各個流程，並分配工作給不同的工作人員，但不一定需要深入參與當中的細節；換言之，即是負責指導整個喪禮的監督。
- 堂倌、襄工、「婆仔」：負責打點靈堂事務和接待家屬親友的人員，現在多由殯葬業者來包辦工作內容，一般稱之為「禮儀師」或「服務員」。
- 師傅：對宗教師、法師、功德師、擇日師、地理師、撿骨師、墓碑雕刻師、瓷相技師和資深工作人員的敬稱。
- 喃嘸佬：打齋師傅。
- 風水佬：地理師。「做風水」也可能是指修墓的工匠、石匠（英语：Stonemasonry）或泥水匠（英语：Plasterer）。
- 仵作佬、仵工：泛指接體（遺體接送員）、洗殮（英语：Diener）（洗殮師）、入殮（入殮師）、化妝（遺體化妝師）、開礦、落礦、抬棺（扶柩員、扛伕）和火化場的工作人員，也就是有機會直接接觸到死者遺體的喪葬人員;「土公仔」指負責掘墓、下葬、修造、拾金、遷葬的工作人員。
- 紙紮佬：製作紙紮的師傅，一般的紙紮品可以在神料店（英语：Religious goods store）購買，複雜的紙紮品則要專門訂製。
- 拾金佬：撿骨師。
- 司儀：主持奠禮程序的人員。
- 襄儀、禮生：襄助奠禮程序的人員。
- 司庫：打理財物出納的人員。
- 伙食、炊事：打理廚房飲食的人員，現在多是交由自由餐飲業者提供服務。
- 其他：除此之外，還有墓地管理員、遺體spa美容師、遺體修復師、防腐師、殯儀花藝設計師、殯葬樂師、靈車司機等其他相關的從業人員。

殯儀、墓園、宗教和風水屬於不同的服務產業，大多數的傳統業者仍然保留學徒授藝的方式，少數集團業者則延聘來自中國和台灣的專業人員，並和當地的大專院校合作授課。